# وراژوگرنتسی
وراژوگرنتسی (به صربی: Vražogrnci) یک منطقهٔ مسکونی در صربستان است که در الکساندراواک واقع شده‌است. وراژوگرنتسی ۲۹۷ نفر جمعیت دارد.